# Vrómonas
Vrómonas (en grec moderne : Βρόμονας) est une île de la Grèce située à l'extrême nord-est du golfe de Patras. Elle appartient à l'archipel des îles Échinades et fait partie du dème (municipalité) d'Ithaque au sein du district régional d'Ithaque, dans la périphérie des Îles Ioniennes.

## Géographie
L'île s'étend sur 1,047 km2 et son point culminant atteint 141 m. Elle est inhabitée.